# Philippe le Hodey
Philippe le Hodey (Odessa, 16 novembre 1914 - Bruxelles, 16 septembre 1966) est un avocat, député belge et européen, sénateur belge de tendance catholique et industriel dans la sidérurgie.

## Biographie
Philippe Valentin Henry Marie le Hodey, né à Odessa le 16 novembre 1914, est le fils de Raymond le Hodey, ingénieur, et de la comtesse Marguerite de Seguins-Pazzis, d'origine française. Le 12 juillet 1943, il épouse à Watermael-Boitsfort la baronne Élisabeth (Betty) Coppée, descendante d'une grande dynastie d'industriels belges qui lui donne huit enfants dont François le Hodey, homme d'affaires et dirigeant de presse belge.
En 1936, il obtient le diplôme de docteur en droit à l'Université catholique de Louvain. Il débute alors une carrière d'avocat à la Cour d'appel de Bruxelles. 
Ce n'est qu'après son mariage en 1943 avec Élisabeth Coppée qu'il s'intéresse de près à l'industrie au sein du groupe sidérurgique Évence Coppée and Cie. Il devient le tuteur de son neveu Évence-Arnold Dieudonné Coppée dont le père est décédé prématurément en 1945. Il est nommé membre du conseil de gérance de la société Évence Coppée and Cie et président de la SA Métallurgique Espérance-Longdoz. Il est également membre de l'organe directeur de la Fédération charbonnière de Belgique (Fédéchar).
Après la Seconde Guerre mondiale, il se lance en politique au sein du Parti social chrétien (PSC). En 1949, il est élu député de l'arrondissement Neufchâteau-Virton à la Chambre des représentants et réélu jusqu'en 1965. À partir de 1965, il troque son siège de député pour celui de sénateur, mandat qu'il exerce brièvement jusqu'à son décès en 1966. Il s'intéresse particulièrement aux problèmes économiques et sociaux.
Il est aussi membre de fora internationaux :
- du Conseil de l'Europe, assemblée consultative de 1951 à 1958 où il était président des démocrates-chrétiens ;
- membre du Parlement européen (1958-1961) ;
- de l'Assemblée de l'Union de l'Europe occidentale (UEO).

Ayant conservé des contacts avec le monde académique, il est membre du Conseil général de l'Université catholique de Louvain et président de l'Association des Amis de L'Université de Louvain. Lorsque la question du déménagement de l'Université catholique de Louvain (« L'affaire de Louvain ») se pose après les manifestations flamandes de 1967 et le fameux « Walen buiten » (les Wallons dehors), Philippe le Hodey se positionne au sein du Parti Social Chrétien en faveur du déménagement de la section francophone en Wallonie.
Avec son épouse, il s'implique dans les mouvements de jeunesse étant administrateur de la Fédération des scouts catholiques.
À la suite de son décès à Bruxelles le 16 septembre 1966, ses funérailles sont célébrées dans l'église d'Ochamps le 19 septembre 1966.

## Hommages et distinctions
En mai 1965, il reçoit concession de noblesse pour lui et ses descendants. Il a choisi comme devise : L'étoile mène.
Il a reçu la distinction suivante :
- Officier de l'ordre de Léopold (Belgique).

## Publication
- Rôle et statut du capital privé, Cepess-documents, Bruxelles, 1962.